# Andrei Iwanowitsch Schingarjow

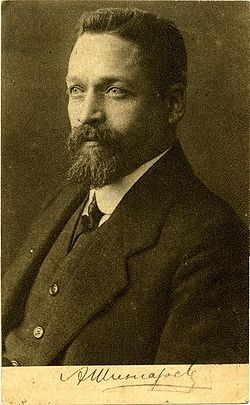
Andrei Iwanowitsch Schingarjow

Andrei Iwanowitsch Schingarjow (russisch Андрей Иванович Шингарёв; * 18. Augustjul. / 30. August 1869greg. in Borowoje, Ujesd Woronesch; † 7. Januarjul. / 20. Januar 1918greg. in Petrograd) war ein russischer Arzt, Ökonom und Politiker der Konstitutionell-Demokratischen Partei Russlands (Kadetten).

## Biografie
Schingarjows Eltern waren der Kaufmann Iwan Andrejewitsch Schingarjow und Sinaida Nikanorowna geborene Petrulina, Tochter eines adligen Gutsbesitzers. Schingarjow besuchte 1879–1886 die Woronescher Realschule. Nach einem Jahr Vorbereitung in Jelez absolvierte er die Zulassungsprüfung für das Universitätsstudium, so dass er 1887 das Studium an der Universität Moskau in der Abteilung für Naturkunde der physikalisch-mathematischen Fakultät begann. Er schloss das Studium 1891 ab und absolvierte dann noch ein Medizinstudium an der medizinischen Fakultät mit Abschluss 1894. Von 1895 bis 1897 praktizierte Schingarjow als Arzt. 1898 wurde er Semstwo-Arzt (Landarzt) und leitete den Arztbezirk im Gouvernement Woronesch. Von 1903 bis 1906 leitete er die Gesundheitsabteilung der Woronescher Gouvernementsverwaltung.

### Politiker in der Konstitutionell-Demokratischen Partei Russlands

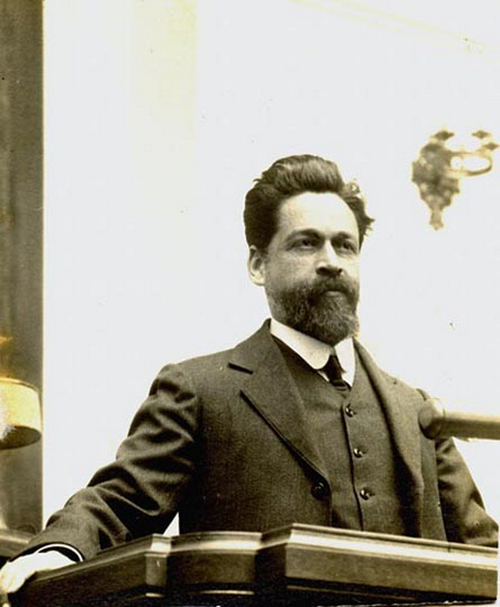
Schingarjow während einer Rede vor der IV. Staatsduma (1912)

Daneben begann er sich politisch in der Konstitutionell-Demokratischen Partei Russlands zu engagieren. Er war von 1905 bis 1907 Redakteur der lokalen Partei-Zeitung Woroneschskoje Slowo (1905–1907) und veröffentlichte in den Zeitungen Retsch, Russkije wedomosti und Russkaja Mysl. Er war stimmberechtigter Abgeordneter der Semstwo-Versammlung des  Ujesds Usman des Gouvernements Tambow. Schingarjow beteiligte sich an den revolutionären Unruhen der Russischen Revolution von 1905–1907 in Woronesch. 1905 gründete er in Woronesch eine Ortsgruppe der liberalen Union der Befreiung. 1907 veröffentlichte er ein Buch, in dem er die sozialen Missstände auf dem Land im Russischen Kaiserreich anprangerte und vor künftigen Erhebungen des russischen Volkes warnte.
1907 wurde er für das Gouvernement Woronesch als Abgeordneter der Kadetten in die II. Staatsduma gewählt und konnte diese Position in den Wahlen zur III. Staatsduma und zur IV. Staatsduma (für St. Petersburg) behaupten. In der Staatsduma war Schingarjow Hauptredner der Kadettenfraktion für Finanzfragen. Er nahm am II. Kongress der Kadettenpartei teil und war ab 1907 bis zu seiner Ermordung im Jahr 1918 ein Mitglied des Zentralkomitees der Kadetten. 1908 wurde er in die St. Petersburger Freimaurerloge Zum Polarstern aufgenommen, die von Maxim Maximowitsch Kowalewski geleitet wurde.
Schingarjow entfaltete eine umfangreiche und vielfältige Lehrtätigkeit. So unterrichtete er an Feldscherschulen für Männer und Frauen in Woronesch und hielt Vorlesungen über die Arbeitsgesetzgebung und die betriebliche Hygiene am Polytechnischen Institut sowie über Medizin und Gesundheit bei den Höheren Kursen für Handel und Rechnungsführung Michail Wladimirowitsch Pobedinskis und am Klinischen Institut der Großfürstin Elena Pawlowna in St. Petersburg. Er hielt Vorträge über Fragen der Gesundheits-, Wirtschafts- und Finanzpolitik in allen großen Städten des europäischen Russlands und im Ural. Schingarjow war Mitglied der Allrussischen Pirogow-Gesellschaft der Russischen Ärzte (1895–1917) und dort Mitglied verschiedener ständiger Kommissionen sowie Mitglied der Freien Ökonomischen Gesellschaft (1908–1915). Er förderte die Organisation von Gesundheitsausstellungen, so die Internationale Hygiene-Ausstellung Dresden 1911 und die Allrussische Ausstellung in St. Petersburg 1913. Während des Ersten Weltkriegs war Schingarjow 1915–1917 Vorsitzender der Marinekommission der Duma.

### Februarrevolution 1917 und Regierungsverantwortung
Im Zuge der Februarrevolution 1917 leitete er die Ernährungskommission mit Vertretern des Provisorischen Komitees der Staatsduma und des Petrograder Sowjets. Er war einer der engsten Mitstreiter Pawel Nikolajewitsch Miljukows. Alexander Issajewitsch Solschenizyn beschrieb in seinem Buch Das rote Rad im 3. Kapitel des Dritten Knotens die schwierige Rolle Schingarjows. Im März 1917 wurde Schingarjow Landwirtschaftsminister der ersten Provisorischen Regierung unter Georgi Jewgenjewitsch Lwow und initiierte das Getreidemonopolgesetz zur Sicherstellung der Versorgung. Wladimir Dmitrijewitsch Nabokow (Vater Vladimir Nabokovs) erinnerte sich, dass Schingarjow niemandem vertraute, alles selbst bearbeiten wollte und sich damit gesundheitlich überforderte. Im Mai 1917 wurde Schingarjow Finanzminister in der ersten Provisorischen Koalitionsregierung als Nachfolger des parteilosen Michail Iwanowitsch Tereschtschenko und führte die Fraktion der Kadetten, während der Sozialrevolutionär Wiktor Michailowitsch Tschernow neuer Landwirtschaftsminister wurde. Gegen den Widerstand der Unternehmer erhöhte Schingarjow die Einkommensteuer deutlich. Im Juli 1917 beschloss das Zentralkomitee der Kadettenpartei, das geplante Abkommen über eine Autonomie der Ukraine mit der im Februar 1917 in Kyiv gebildeten Zentralna Rada abzulehnen und die Provisorische Regierung zu verlassen. Deswegen schied Schingarjow als Finanzminister aus und übergab das Amt an Alexander Grigorjewitsch Chruschtschow. In der Folgezeit kandidierte Schingarjow für die Russische Konstituante, wurde aber aufgrund der zunehmenden Unbeliebtheit der Kadettenpartei in Russland, die unter anderem den Putschversuch des Generals Kornilow unterstützt hatte und eine versprochene Landreform nicht hatte umsetzen können, nicht gewählt.

### Machtübernahme der Bolschewiki und Ermordung
Aufgrund ihrer konservativen Positionen und ihrer Unterstützung für General Kornilow wurde die Konstitutionell-Demokratische Partei unmittelbar nach der Oktoberrevolution als „Partei der Volksfeinde“ verboten und ihre Mitglieder sahen sich sofortigen Repressionsmaßnahmen der Bolschewiki ausgesetzt. Schingarjow wurde am 28. Novemberjul. / 11. Dezember 1917greg., dem Tag der geplanten Eröffnung der Russischen Konstituante, auf Beschluss des Militärisch-revolutionären Komitees von Petrograd als einer der Führer der Partei im Haus der Gräfin Sofja Wladimirowna Panina verhaftet und als politischer Gefangener in der Trubezkoi-Bastion der Peter-und-Paul-Festung eingesperrt. Am 6. Januarjul. / 19. Januar 1918greg. wurde Schingarjow zusammen mit Fjodor Fjodorowitsch Kokoschkin aufgrund einer schweren Erkrankung in das Mariinski-Krankenhaus verlegt. In der folgenden Nacht wurden Schingarjow und Kokoschkin dort von Wachsoldaten eigenmächtig erschossen, die am Tage vorher von den Verwandten Geld für ihre Auslagen erbeten und erhalten hatten. An der Beerdigung auf dem Friedhof des Alexander-Newski-Klosters nahmen mehrere Tausend Menschen teil. Die Mörder wurden nicht bestraft.

## Familie
Schingarjow war verheiratet mit der Lehrerin Jefrossinja Maximowna geborene Kulaschko (1873–1917), mit der er vier Kinder bekommen hatte. Schingarjows Schwester war die Ärztin und Mikrobiologin Alexandra Iwanowna Schingarjowa, die nach Schingarjows Tod dessen Kinder erzog.